# باد ووننبرگ
شهر باد ووننبرگ در ایالت نوردارین-وستفالن در کشور آلمان واقع شده است.